# L'Extravagant Voyage du jeune et prodigieux T. S. Spivet (film)
Cet article concerne le film de Jean-Pierre Jeunet. Pour le livre, voir L'Extravagant Voyage du jeune et prodigieux T. S. Spivet.
Pour plus de détails, voir Fiche technique et Distribution.
L'Extravagant Voyage du jeune et prodigieux T. S. Spivet est un film d'aventures franco-canadien écrit, produit et réalisé par Jean-Pierre Jeunet, sorti en 2013. Il s'agit de l'adaptation du roman du même nom de Reif Larsen (en), publié en 2009 aux États-Unis.
Il s'agit d'un film d'aventure empruntant parfois au réalisme magique et contenant quelques éléments de comédie dramatique. Il relate le voyage d'un inventeur de génie âgé seulement de dix ans qui quitte son Montana natal pour se rendre à Washington D.C. afin d'y recevoir un prix scientifique important qu'il vient de remporter. Le film est présenté pour la première fois en clôture du festival international du film de Saint-Sébastien 2013.

## Synopsis

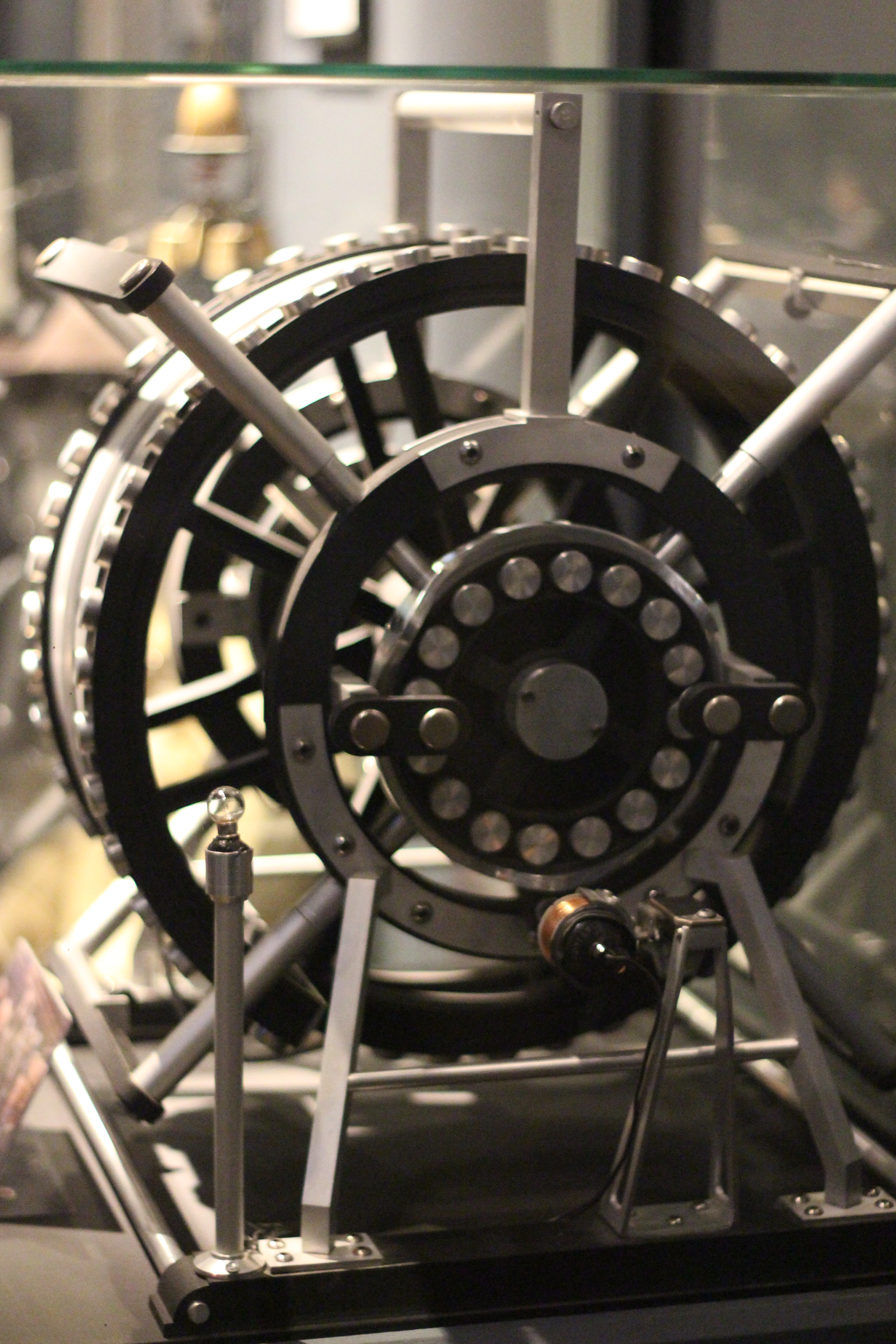
La machine à mouvement perpétuel de T.S. Spivet.

Tecumseh Sansonnet Spivet, dit « T. S. », est un jeune garçon surdoué qui vit dans le Montana. Son père est un cow-boy né après la fin de l'époque des cow-boys et il est extrêmement taciturne et routinier. Sa mère est une entomologiste passionnée par les sauterelles et les coléoptères. Sa sœur, Gracie, en pleine crise d'adolescence, s'entend très mal avec lui et ne pense qu'à des concours de beauté. T.S. et Gracie avaient un frère, le jumeau de T. S., Layton, qui aimait beaucoup les armes à feu, mais il y a quelque temps Layton est mort : il s'est tué accidentellement avec une carabine alors qu'il jouait avec T.S. dans la grange de la ferme. Depuis, la famille semble en pleine déréliction : les deux parents s'entendent très mal, le père de T.S. semble l'ignorer et avoir toujours préféré Layton, et T.S. n'a pour compagnon que le chien de troupeau de la ferme.
Un jour, T. S. reçoit un appel du Smithsonian American Art Museum de Washington l’informant qu’il a gagné le prix Baird pour avoir inventé la machine à mouvement perpétuel. Sans prévenir personne, il décide de traverser seul les États-Unis à bord d'un train de marchandises en direction de la capitale avec seulement un télescope, quatre compas et le journal intime de sa mère. T. S. veut à tout prix recevoir cette récompense décernée par un jury qui ignore qu’il n'a que dix ans.
T. S. doit affronter seul les dangers du voyage, en évitant les policiers et autres vigiles qui, prévenus de sa fuite, le recherchent. Il fait toutes sortes de rencontres en cours de route et affronte aussi sa propre nostalgie et ses peurs d'enfant. Parvenu à Washington, au Smithsonian, il est pris en charge par la sous-secrétaire qui lui avait téléphoné, Mme Jibsen, à qui il ment en prétendant être orphelin. T. S. rencontre un succès phénoménal auprès de l'assemblée des scientifiques à la remise du prix. Dès lors, Mme Jibsen tente de faire du petit garçon sa poule aux œufs d'or en le transformant en star précoce. Mais à l'occasion d'une émission de télé-réalité peu scrupuleuse, la mère de T. S., qui a entendu le discours de son fils à la télévision, lors de la remise du prix la veille, vient le chercher et lui dit que la mort de son frère était un accident, et que ni lui ni personne n'en est responsable. Mme Jibsen, qui découvre le mensonge de T. S., sombre dans l'ébriété. Les parents de T. S. se réconcilient avec leur fils et envoient au diable les adultes qui tentaient de l'exploiter. Tous rentrent dans le Montana, où T. S. vivra désormais plus heureux car tous ont pu surmonter leur deuil.

## Fiche technique
Sauf indication contraire, les informations mentionnées dans cette section peuvent être confirmées par les bases de données cinématographiques IMDb et Allociné,  présentes dans la section « Liens externes ».
- Titre international : The Young and Prodigious T.S. Spivet[1]
- Titre français : L'Extravagant Voyage du jeune et prodigieux T. S. Spivet
- Réalisation : Jean-Pierre Jeunet
- Scénario : Jean-Pierre Jeunet et Guillaume Laurant, d'après L'Extravagant Voyage du jeune et prodigieux T. S. Spivet de Reif Larsen (en) ; dialogues : Guillaume Laurant
- Musique : Denis Sanacore
- Direction artistique : Jean-André Carrière et Paul Healy
- Décors : Aline Bonetto
- Costumes : Madeline Fontaine
- Photographie : Thomas Hardmeier
- Montage : Hervé Schneid
- Son : Sélim Azzazi et Gérard Hardy
- Supervision des effets visuels : Alain Carsoux
- Production : Frédéric Brillion, Gilles Legrand et Suzanne Girard
  - Production exécutive : Francis Boespflug, Sidonie Dumas, Suzanne Girard, Jean-Pierre Jeunet, Brian Oliver, Timmy Thompson et Tyler Thompson
- Sociétés de production : Épithète Films, Tapioca Films, Filmarto, BBR Productions, Gaumont, France 2 Cinéma, Orange Cinéma Séries, France Télévisions et Cross Creek Pictures (en)
- Société d'effets visuels numériques : La compagnie générale des effets visuels (Paris)
- Sociétés de distribution : The Weinstein Company (États-Unis), Gaumont (France)
- Pays de production :  France,  Canada
- Langue originale : anglais
- Format : couleur - 3D - ratio : 2,39:1
- Genre : aventures, drame
- Durée : 105 minutes
- Dates de sortie[1] :
  - Espagne : 28 septembre 2013 (Festival international du film de Saint-Sébastien 2013[2])
  - Belgique, France : 16 octobre 2013

## Distribution

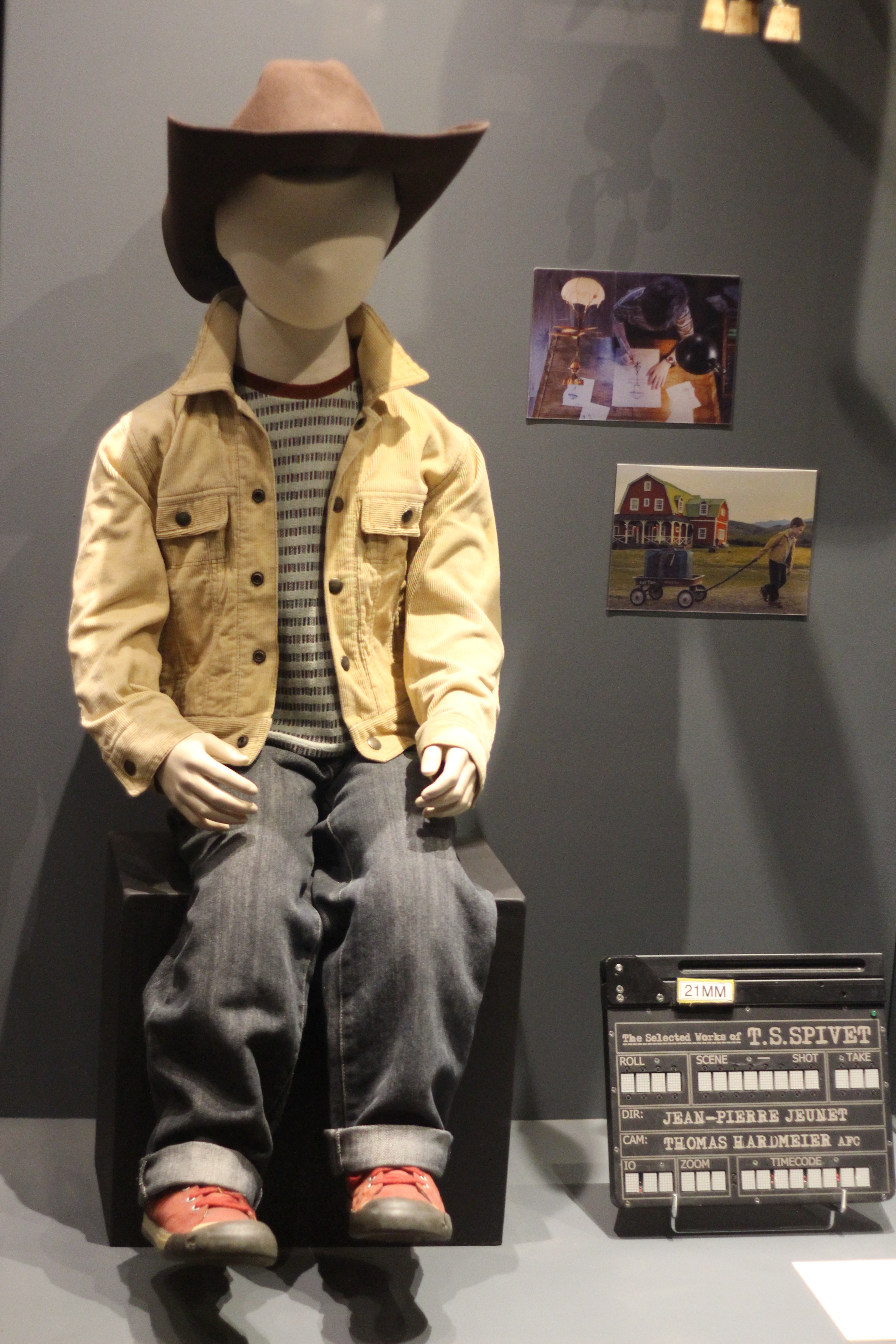
Costume de T. S. Spivet et clap du film.

- Kyle Catlett (VF : Solenn Gaillot) : Tecumseh Sansonnet Spivet, dit T. S. Spivet
- Helena Bonham Carter (VF : Lisa Martino) : Dr Clair Spivet, la mère
- Niamh Wilson (VF : Sarah Brannens) : Gracie Spivet, la sœur
- Judy Davis (VF : Danièle Douet) : Mme Jibsen, la sous-secrétaire du Musée Smithsonian
- Callum Keith Rennie (VF : Guillaume Orsat) : Tecumseh Elijah Spivet, le père
- Julian Richings (VF : Boris Rehlinger) : Ricky, le routier
- Dominique Pinon (VF : lui-même) : « Two Clouds » (« Deux Nuages » en VF)
- Jakob Davies (VF : Pablo Beugnet) : Layton Spivet, le frère dizygote
- Rick Mercer (VF : Jean-Pierre Michaël) : Roy
- Richard Jutras (VF : Philippe Catoire) : M. Stenpock
- Harry Standjofski (VF : Tangi Daniel) : le policier de l'écluse
- Dawn Ford (VF : Odile Schmitt) : Marge, la serveuse du camion de hot-dogs
- Susan Glover : la secrétaire
- Leni Parker : (VF : Nolwenn Korbell) : Dr Ferrano
- Amber Goldfarb : une serveuse à la réception
- Lisa Bronwyn Moore : Judy, l'infirmière
- Pauline Little : la maquilleuse
- Robert Maillet : Giant Hobo (Géant Hobo en VF) (scène coupée)

Source VF[réf. nécessaire]

## Production

### Développement

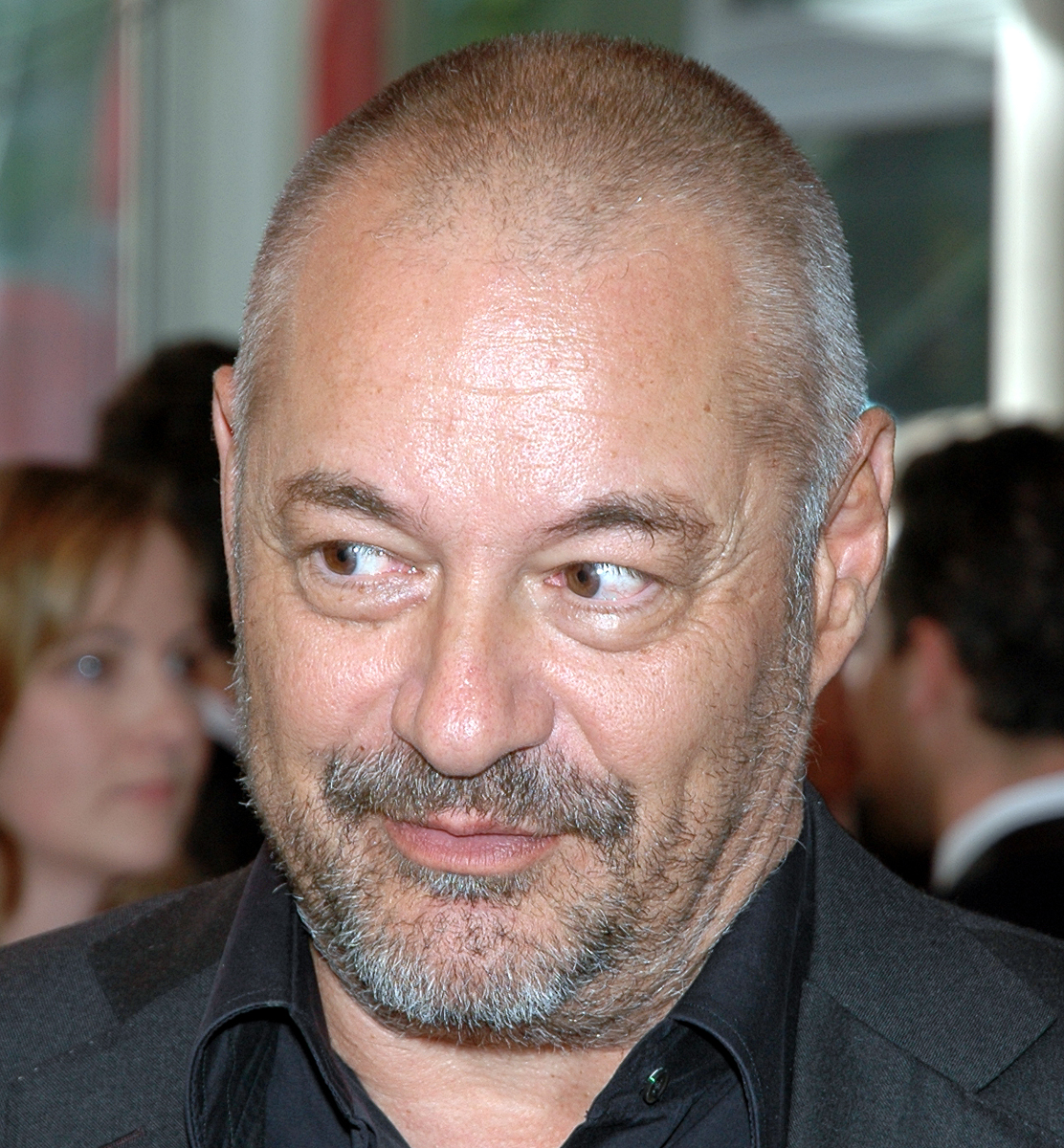
Le réalisateur Jean-Pierre Jeunet lors de la présentation du film au Filmfest München en 2014.

Après Micmacs à tire-larigot, Jean-Pierre Jeunet ne voulait pas partir d'une idée originale pour son prochain film, préférant adapter une œuvre déjà existante. Il charge alors son « lecteur attitré » Julien Messemackers de lui trouver un roman à adapter. Alors que le réalisateur tourne une publicité en Australie, Julien Messemackers lui annonce avoir trouvé quelque chose de formidable : le roman L'Extravagant Voyage du jeune et prodigieux T. S. Spivet de Reif Larsen, publié en 2009 aux États-Unis et en français en avril 2010 (NiL Éditions). Ce roman intéressait depuis quelques années Hollywood et l'auteur Reif Larsen avait établi une liste de cinq réalisateurs potentiels : Alfonso Cuarón, Wes Anderson, Guillermo del Toro, Tim Burton et Jean-Pierre Jeunet. Ce dernier contacte l'auteur et lui fait part de son enthousiasme.
Le projet est officialisé en novembre 2011, après de longs mois d'écriture et de budgétisation. Le film est donc en partie financé par Gaumont. Le scénario est écrit par Jean-Pierre Jeunet et Guillaume Laurant, qui a déjà collaboré avec lui pour La Cité des enfants perdus, Le Fabuleux Destin d'Amélie Poulain, Un long dimanche de fiançailles et Micmacs à tire-larigot.

### Tournage
Le tournage débute en juin 2012 dans la province canadienne du Québec. L'ensemble du tournage se déroule principalement dans cette province (Montréal, Canal Lachine, Sainte-Anne-de-la-Pérade, Trois-Rivières et Boisbriand) ainsi qu'en Alberta (Pincher Creek) et plus particulièrement à Montréal (Canal de Lachine, Université McGill, Musée Redpath, studios de Télé-Québec, Westmount Park School,…). Quelques scènes ont été tournées dans la capitale américaine Washington D.C.
Le film est tourné en relief avec la caméra Arriflex Alexa de la société allemande Arri. Le stéréographe du film Demetri Portelli, qui a notamment travaillé sur Hugo Cabret de Martin Scorsese, déclare que « c'est un film important pour l'industrie de la 3D. Jean-Pierre est un réalisateur qui peut faire des choses très ambitieuses avec un budget modeste. […] J'ai été sidéré de voir les story-boards de Jean-Pierre Jeunet et de voir comment il a pensé son film en 3D dès l'écriture. Il joue vraiment avec la 3D dans les moments importants du film. »

## Accueil
Dans la presse française, le film reçoit des critiques variées mais en moyenne favorables. Le site Allociné confère au film une note moyenne de 3,3 sur une échelle de 5, calculée à partir des critiques parues dans 26 titres de presse papier ou numériques.
En France, le film sort en salles le 16 octobre 2013. Il y rassemble un peu plus de 676 900 entrées au cours de son exploitation en salles. Le film sort aux États-Unis le 31 juillet 2015. Au total, le film ne rentre pas dans ses frais mais accumule un peu plus de 7 691 700 dollars de recettes dans le monde, dont environ 5 633 000 dollars en France et environ 100 100 dollars aux États-Unis, pour un budget de 26 071 729 dollars.

## Distinctions

### Récompenses
- Prix Lumières 2014 : prix CTIS pour Thomas Hardmeier
- César 2014 : meilleure photographie pour Thomas Hardmeier

### Nominations
- César 2014 : 
  - meilleurs décors pour Aline Bonetto
  - meilleurs costumes pour Madeline Fontaine
- World Soundtrack Awards 2014 : découverte de l'année pour Denis Sanacore

## Différences par rapport au roman
- Dans le roman de Reif Larsen, T. S. Spivet est âgé de douze ans, alors que son personnage dans le film est âgé de dix ans.
- Dans le roman, Layton Spivet est le frère cadet de T. S., tandis que dans le film, les deux frères sont des jumeaux dizygotes.
- Dans le roman, T. S. reçoit le prix Baird pour avoir réalisé de nombreuses cartes d'une précision remarquable ; dans le film, il reçoit le prestigieux prix parce qu'il a inventé une machine à mouvement perpétuel.
- Dans le roman, le secrétaire qui accueille T. S. à son arrivée à Washington est un homme, et non une femme.